# Amarizana
Amarizana (Amarizano).- jedno od plemena sjeverne grane porodice Arawakan koje je obitavalo u području rijeke Meta, pritoke Orinoca, u Kolumbiji.  Vode se kao jedna od brojnih podgrupa Achagua, i jezično dalje povezuju s grupom Piapoco.